# Shimen Shuiku (reservoar i Kina, Henan, lat 35,55, long 113,61)
Shimen Shuiku (kinesiska: 石门水库) är en reservoar i Kina. Den ligger i provinsen Henan, i den centrala delen av landet, omkring 87 kilometer norr om provinshuvudstaden Zhengzhou. Trakten runt Shimen Shuiku består till största delen av jordbruksmark.
Genomsnittlig årsnederbörd är 656 millimeter. Den regnigaste månaden är juli, med i genomsnitt 175 mm nederbörd, och den torraste är januari, med 3 mm nederbörd.